# Negozio per animali

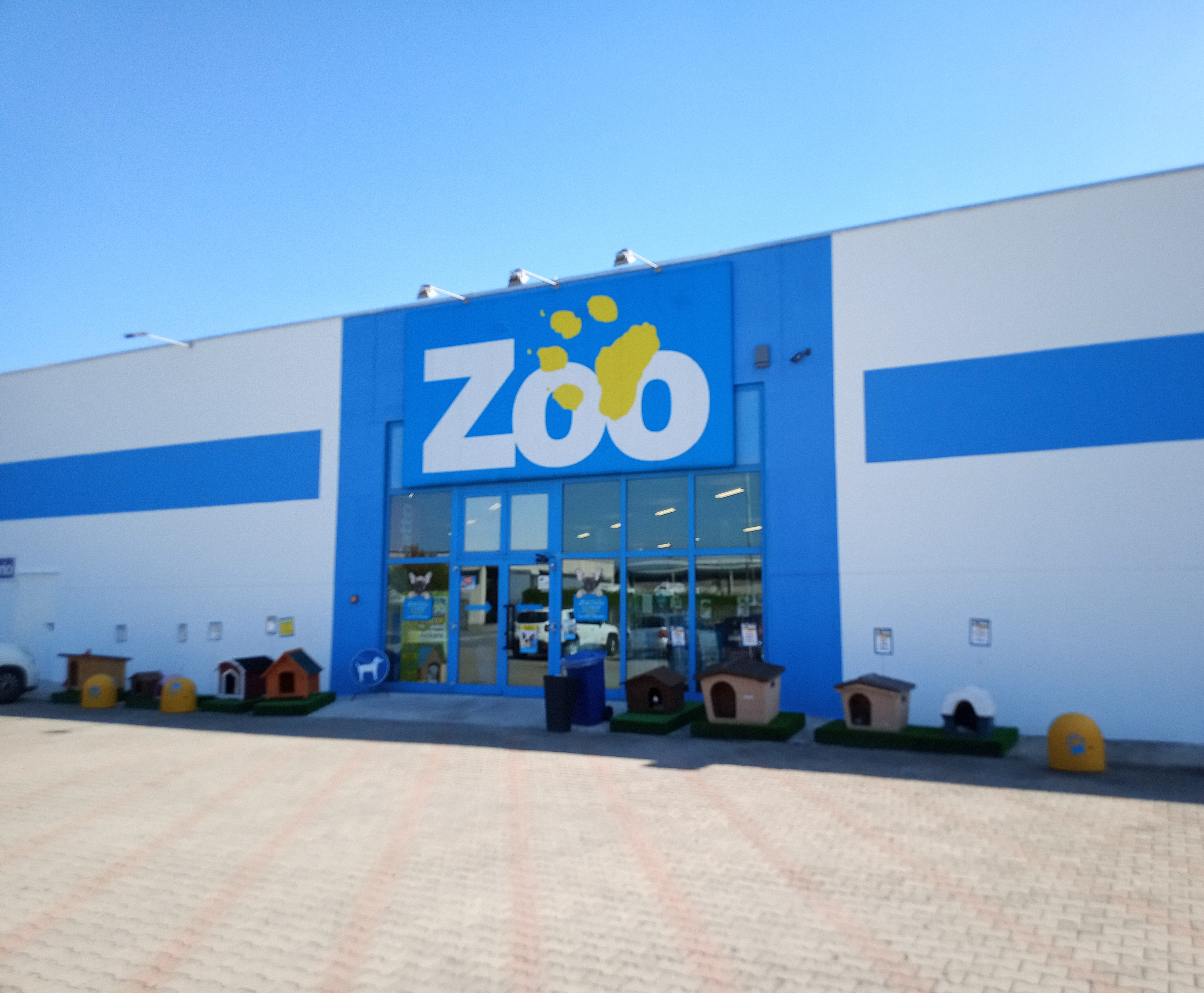
Facciata di un negozio per animali

Un negozio per animali è un negozio specializzato nella vendita al dettaglio di prodotti per animali da compagnia. L'assortimento tipico comprende cibo per animali domestici, prodotti ed accessori di vario genere come cucce, guinzagli, giocattoli ed integratori alimentari, articoli per l'acquariofilia e piccoli animali, comunemente pesci da acquario, rettili, roditori e volatili.
Accanto all'attività di retail, presso le strutture del negozio, viene spesso offerto anche un servizio di toelettatura per cani.

## Storia
Il commercio al dettaglio di prodotti per animali e di animali da compagnia nasce e si sviluppa negli Stati Uniti a partire dalla seconda metà del 1800, contestualmente al nuovo scenario economico portato dalla seconda rivoluzione industriale. I primi negozi specializzati compaiono negli anni 60 ma solo nel 1987 apriranno in Arizona i primi grandi magazzini dedicati della catena PetFood Warehouse (divenuta poi PetSmart nel 1989).